# Trichocerca sulcata
Trichocerca sulcata is een raderdiertjessoort uit de familie Trichocercidae. De wetenschappelijke naam van deze soort is voor het eerst geldig gepubliceerd in 1894 door Jennings.